# 深良村
深良村（ふからむら）は、静岡県東部、駿東郡にあった村。現在の裾野市北東部、深良地区にあたる。1956年に裾野町に編入合併した。

## 地理
黄瀬川左岸に位置し、東側は箱根山に接する。深良用水を源流とする深良川が村内を流れる。

## 歴史
- 1889年（明治22年）4月1日 - 町村制施行に伴い、深良村と岩波村が合併して深浪村（ふかなみむら）誕生。
- 1891年（明治24年）6月11日 - 深良村に改称。
- 1944年（昭和19年）12月8日 - 岩波駅開業。
- 1956年（昭和31年）9月30日 - 裾野町に編入。

## 交通

### 鉄道路線
- 御殿場線岩波駅

### 道路
- 二級国道246号東京沼津線（現・国道246号、静岡県道394号沼津小山線）